# فرودگاه بین‌المللی صبیحه گوکچن
فرودگاه بین‌المللی صبیحه گوکچن (به ترکی استانبولی: Sabiha Gökçen Uluslararası Havalimanı) یکی از دو فرودگاه بین‌المللی شهر استانبول، بزرگ‌ترین شهر ترکیه است. فرودگاه صبیحه گوکچن در محلهٔ پِندیک در قسمت آسیایی کلانشهر استانبول در ۳۲ کیلومتری (۲۰ مایلی) جنوب‌شرق مرکز شهر قرار دارد و به عنوان قطب شرکت‌های هواپیمایی آنادولوجت و پگاسوس ایرلاینز فعالیت می‌کند. این فرودگاه دومین فرودگاه شهر استانبول است و نام خود را از صبیحه گوکچن، دخترخوانده مصطفی کمال آتاترک و اولین خلبان زن هواپیماهای جنگی در دنیا و اولین زن خلبان ترکیه گرفته‌است. اگرچه فرودگاه استانبول، که در ۶۳ کیلومتری (۳۹ مایلی) غرب بخش اروپایی استانبول واقع شده، بزرگتر است؛ اما فرودگاه صبیحه گوکچن همچنان یکی از بزرگ‌ترین فرودگاه‌های ترکیه است.
ساخت این فرودگاه در سال ۱۹۹۸ آغاز گردید و در ژانویه سال ۲۰۰۱ با هزینه ۵۵۰ میلیون دلار آمریکا به بهره‌برداری رسید.
بر اساس اطلاعات مرکز آمار فرودگاه‌های ترکیه، این فرودگاه از نظر ترافیک حمل مسافر در جایگاه سوم در ترکیه قرار دارد.

## ترمینال فرودگاه
این ترمینال ظرفیت پذیرایی از ۲۵ میلیون مسافر در طول سال را داراست و پروازهای داخلی و خارجی از ترمینال واحد انجام می‌گردد.

### امکانات ترمینال
- پارکینگ ۴ طبقه با ظرفیت ۴۷۱۸ خودرو و ۷۲ اتوبوس
- یک هتل چهار طبقه با ۱۲۸ اتاق
- ۱۱۲ گیشه چک این و ۲۴ گیشه سلف چک این
- بخشهای VIP و CIP - - پارکینگ یا آشیانه هواپیما به ظرفیت ۸ هواپیمای غول پیکر یا ۱۶ هواپیمای متوسط
- سالن کنفرانس به مساحت ۴۰۰ متر مربع
- رستوران و کافه‌ها به مساحت ۵ هزار متر مربع
- مجموعه فروشگاه‌های فری شاپ با ۴۵۰۰ متر مربع
- پارکینگ روباز فرودگاه صبیحه گوکچن ظرفیت پارک ۵۵ هواپیما را به‌طور هم‌زمان داراست و در پمپ بنزین ۵ هزار متر مربعی این فرودگاه ۲۲ هواپیما به‌طور هم‌زمان می‌توانند سوخت‌گیری کنند.[۶]

## دسترسی
این فرودگاه در بخش آسیایی استانبول قرار دارد و شرکت حمل و نقل هاواش وابسته به شرکت ترکیش ایرلاینز از میدان تقسیم، کوز یاتاغی (در بخش آسیایی) و شهر ازمیت به صورت مرتب در ساعات مختلف مسافران را به فرودگاه می‌رساند. در خطوط اتوبوسرانی فوق هر نیم ساعت یک اتوبوس به مقصد فرودگاه و بالعکس حرکت می‌کند. مدت زمان رسیدن از میدان تقسیم به این فرودگاه با اتوبوس‌های شرکت هاواش تقریباً ۱ و نیم ساعت است.

## شرکت‌های هواپیمایی و مقصدهای پروازی

### مسافری
خطوط هوایی زیر، پروازهای منظم و چارتری به/از فرودگاه بین‌المللی صبیحه گوکچن انجام می‌دهند:
| شرکت‌های هواپیمایی                  | مقصدهای پروازی |
| ---------------------------------- | --- |
| هواپیمایی الجزایر                  | اس سینیا وهران |
| ایر عربیا                          | شارجه |
| ایر عربیا اردن                     | ملکه علیا |
| ایر عربیا مغرب                     | محمد پنجم |
| پگاسوس اژیا                        | مناس |
| اطلس گلوبال                        | فصلی: آنتالیا، میلاس-بودروم، دالامان، عدنان مندرس، ملک عبدالعزیز |
| آذربایجان ایرلاینز                 | باکو |
| یورو وینگز اجرا توسط جرمن‌وینگز     | فصلی: برلین تگل، کلن بن، هامبورگ، اشتوتگارت |
| فلای بغداد                         | بغداد، نجف |
| فلای‌دبی                            | دوبی |
| فلای‌ناس                            | ملک عبدالعزیز، شاهزاده محمد بن عبدالعزیز، ملک خالد |
| اردن اوییشن                        | چارتر: کشوری امان |
| نیل ایر                            | قاهره |
| پگاسوس ایرلاینز                    | ابوظبی، آدانا، آلماتی، اماسیا مرزیفون، اسخیپول آمستردام، اسن‌بوغا، آنتالیا، آتن، بغداد، بحرین، ادرمیت کورفز، بارسلونا-ال پرات، بازل-مولوز-فرایبورگ اروپا، باتمان، رفیق حریری بیروت، بلگراد نیکولا تسلا، اوریو آل سریو، برلین شونفلد، مناس، میلاس-بودروم، بلوونی گوگلیلمو مارکونی، هنری کواندا، بوداپست فرنک لیست، بروکسل جنوب شرلروآ، کلن بن، کپنهاگ، دالامان، دنیزلی کاردیک، دیاربکر، حمد، دوبی، دوسلدورف، الازیغ، اربیل، ارزنجان، ارزروم، فرانکفورت، اوگوزلی، قاضی پاشا، ژنو، گروزنی، هامبورگ، هاتای، غردقه، عدنان مندرس، قهرمان‌مرعش، قسطمونی، قارص، ارکیلت، خارکوف، قونیه، پاشکوفسکی، کویت، استانستد لندن، لیو دانیلو هالیتسکی، لیون-سینت اگزوپری، مادرید-باراخاس، ارهاچ، ماردین، مارسی پروانس، میلانو مالپنسا، مینرالنیه وودی، دوموده‌دوو، مونیخ، مانستر اوسنابروک، موش، نوشهر کاپادوکیه، نیس کوت دازور، ارجان، استریگینو، نورنبرگ، گاردرموئن اسلو، اردو گیرسون، اورلی، پراگ رازیون، پریشتینا، لئوناردو دا وینچی-فیومیچینو، سن-اتین، کورومچ، چهارشنبه سامسون، شانلی‌اورفه، سارایوو، شرم‌الشیخ، سیواس، اسکندر کبیر اسکوپیه، استکهلم-آرلاندا، اشتوتگارت، سلیمانیه، تفلیس، امام خمینی، بن گوریون، مادر ترزای تیرانا، ترابزون، فرید ملن، ولگاگراد، وین، زاپروژیا، زوریخ |
| هواپیمایی قطر                      | حمد |
| سان اکسپرس                         | آنتالیا، عدنان مندرس |
| ترکیش ایرلاینز                     | ابوظبی، اسخیپول آمستردام، اسن‌بوغا، آنتالیا، بغداد، بارسلونا-ال پرات، بصره، برلین تگل، میلاس-بودروم، بروکسل، کلن بن، کپنهاگ، دالامان، دوبی، دوسلدورف، فرانکفورت، عدنان مندرس، ملک عبدالعزیز، کویت، گاتویک، میلانو مالپنسا، مونیخ، ارجان، شارل دوگل پاریس، ملک خالد، لئوناردو دا وینچی-فیومیچینو، استکهلم-آرلاندا، اشتوتگارت، تفلیس، امام خمینی، بن گوریون، وین فصلی: اربیل |
| ترکیش ایرلاینز اجرا توسط آنادولوجت | آدانا، اسن‌بوغا، میلاس-بودروم، دالامان، دیاربکر، ادرمیت کورفز، ارزروم، اوگوزلی، هاتای، قارص، ارکیلت، ماردین، نوشهر کاپادوکیه، اردو گیرسون، چهارشنبه سامسون، سیواس، ترابزون، فرید ملن |
| وینگز آو لبنان                     | چارتر: رفیق حریری بیروت |

### باری
| شرکت‌های هواپیمایی     | مقصدهای پروازی                                      |
| --------------------- | --------------------------------------------------- |
| ای‌اس‌ال ایرلاینز بلژیک | لیژ                                                 |
| بوراق ایر             | مصراته                                              |
| کارگولوکس             | ملکه علیا، لوگزامبورگ - فیندل                       |
| کاوک ایر              | لیو دانیلو هالیتسکی                                 |
| هواپیمایی اتیوپی      | بوول، لیژ                                           |
| ام‌ان‌جی ایرلاینز       | لایپزیگ/هال، بارسلونا-ال پرات، شارل دوگل پاریس، حمد |
| مای‌کارگو ایرلاینز     | حیدر علی‌اف، رفیق حریری بیروت، فرانکفورت، لیژ        |
| باربری جاده ابریشم    | تاشکند                                              |
| سیلک وی ایرلاینز      | حیدر علی‌اف                                          |
| اوکراین ایر الیانس    | لیو دانیلو هالیتسکی، بوریسپیل                       |
| یوال‌اس ایرلاینز کارگو | رفیق حریری بیروت، مصراته، لنارت مری تالین، طرابلس   |

## آمار
به نقل از اداره کل مدیریت فرودگاه‌های ترکیه